# Boyd Neel
Louis Boyd Neel O.C. (Blackheath, Londres, 19 de juliol, 1905 - Toronto (Canadà), 30 de setembre, 1981), va ser un director i acadèmic anglès, i més tard canadenc. Va ser degà del "Royal Conservatory of Music" de la Universitat de Toronto. Neel va fundar i va dirigir orquestres de cambra, i va contribuir al renaixement de l'interès per la música barroca i el repertori d'orquestres de corda dels segles XIX i XX.

## Carrera
Neel de petit volia ser pianista. La seva mare, Ruby Le Couteur, era una acompanyant professional, i el seu pare era enginyer.
Neel va assistir a l'Osborne Naval College i després a Dartmouth, i va ser encarregat a la Royal Navy. Poc després de ser encarregat, les forces armades van patir una reducció dràstica (l'anomenada 'Destral Geddes'), i Neel va abandonar la marina per estudiar medicina al "Caius College" de Cambridge. Es va qualificar l'any 1930, i es va convertir en cirurgià i metge de la casa a l'Hospital Saint George, Londres, i metge resident a l'Hospital King Edward VII, Londres.
El 1930, mentre practicava la medicina, Neel va estudiar teoria musical i orquestració a la Guildhall School of Music and Drama.
L'Orquestra Boyd Neel

Per a Neel, en aquesta etapa, la música encara era un hobby. Va dirigir grups d'aficionats i va formar una orquestra de joves professionals, als quals va reclutar el 1932 a la Royal Academy of Music i al Royal College of Music. La "Boyd Neel London String Orchestra" (més tard "Boyd Neel Orchestra") va fer el seu debut a l'"Aeolian Hall" de Londres, el 22 de juny de 1933. El programa incloïa la primera interpretació a Anglaterra de la Suite d'Aires i Danses de Ottorino Respighi i l'estrena d'una nova suite del compositor ocasional Julian Herbage. Després del concert, Neel va tornar a la seva cirurgia i va ajudar a donar a llum un nadó. El segon concert, al mateix lloc, va tenir lloc el 24 de novembre de 1933 i va incloure la primera interpretació a Anglaterra de la Serenata per a cordes de Wolf-Ferrari. El 18 de desembre de 1933 l'orquestra va ser convidada per la BBC per primera vegada a emetre's. Quan Decca va oferir a Neel i a l'orquestra un contracte, va deixar la medicina per dedicar-se a temps complet a la música.
El 16 de febrer de 1934 l'orquestra va oferir un concert d'obres de cambra d'Ernest Bloch a la Sala Eòlica, dirigida pel compositor. Neel va dirigir la primera música escoltada a la nova òpera de Glyndebourne el 1934, en actuacions privades, per invitació de John Christie. Entre els primers llançaments de l'Orquestra Boyd Neel el 1936 es trobaven els primers enregistraments de Fantasia on a Theme de Vaughan Williams de Thomas Tallis i Simple Symphony de Britten. L'any següent, Neel i la seva orquestra van ser convidats al Festival de Salzburg, per al qual Neel va encarregar les Variations de Britten sobre un tema de Frank Bridge. El 1939 Boyd Neel va encarregar el Concertino Pastorale de tres moviments de John Ireland per a orquestra de corda, tocat per primera vegada al Festival de Canterbury el 14 de juny de 1939. Posteriorment es va gravar el febrer de 1940. L'orquestra va fer una gira per Gran Bretanya i Europa fins a l'esclat de la guerra.

## Segona Guerra Mundial fins al 1952
Durant la Segona Guerra Mundial, Neel va tornar a la feina mèdica i a la Marina, mentre continuava actuant quan el temps ho permetia. Britten va escriure el seu Preludi i fuga per a 18 instruments de corda com a regal del 10è aniversari a l'Orquestra Boyd Neel el 1943. El mateix any Gordon Jacob va escriure la seva austera Simfonia per a cordes perquè la interpretessin. Comparteix més o menys el mateix terreny emocional que la Simfonia núm. 2 d'Arthur Honegger per a trompeta i cordes, que l'orquestra també tocava en aquell moment. La Suite Besardo No.2 de Mátyás Seiber, composta el 1942, va ser estrenada per l'Orquestra Boyd Neel al "Wigmore Hall" el 3 de desembre de 1945.
Després de la guerra, Neel va reprendre la seva carrera musical, dirigint per a la Sadler's Wells Opera ('50 Rigolettos va recordar) de 1944 a 1946 i la "D'Oyly Carte Opera Company" durant les seves temporades de Londres de 1947 i 1948 a Sadler's Wells, interpretant òperes de Gilbert i Sullivan.
A partir de 1947, amb l'Orquestra Boyd Neel, es va embarcar en una sèrie de gires mundials, tocant a Austràlia, Nova Zelanda, Canadà i els Estats Units, i apareixent en festivals com Edimburg i d'Ais de Provença. Neel va publicar un llibre sobre aquestes experiències anomenat The Story of an Orchestra el 1950. A més de les obres modernes, l'orquestra va reviure i no poques vegades va escoltar obres barroques de JS Bach, JC Bach, Händel, Vivaldi, Torelli i Geminiani, inclòs el primer enregistrament dels Concerti Grossi de Händel, op. 6.

## Toronto i anys posteriors
El 1952 Neel va acceptar el càrrec de Degà del Royal Conservatory of Music de Toronto, Ontario. Va ocupar aquest càrrec durant 18 anys, reorganitzant i reconstruint la Facultat de Música de la Universitat de Toronto. Poc després del seu nomenament va formar la "Hart House Orchestra" a Toronto i va fer nombroses gires amb ella, entre altres esdeveniments, a l'Exposició Universal de Brussel·les de 1958, al Festival d'Aldeburgh de 1966 i a l'Expo '67. Després d'això, es va convertir en director artístic del "Sarnia Festival Opera House al llac Huron".
Després de la marxa de Neel al Canadà, l'Orquestra Boyd Neel va ser rebatejada com a "Philomusica" de Londres i continua amb aquest nom avui. Neel va ser guardonat amb el C.B.E. el 1953 i va ser membre d'honor de la Reial Acadèmia de Música. Es va convertir en ciutadà canadenc naturalitzat el 1961.
El 1972, Neel va ser nomenat oficial de l'Orde del Canadà, "Per la seva contribució a l'educació musical al Canadà i els seus èxits com a artista i director d'orquestra."
Després de la seva jubilació, Neel va treballar en les seves memòries, que van ser editades i publicades pòstumament pel seu amic, J. David Finch. El llibre també inclou una extensa discografia d'enregistraments de l'Orquestra Boyd Neel i l'Orquestra Simfònica Nacional dirigida per Neel per a Decca Records entre 1934 i 1979. Neel va morir a Toronto als 76 anys.

## Publicacions
Llibres

- Neel, Boyd. The Story of an Orchestra, Vox Mundi, Londres, 1950. amb una introducció de Benjamin Britten.</ref>Benjamin Britten, On Music, OUP, 2003</ref>
- Mitchell, Donald i Keller, Hans, (ed.) Benjamin Britten: a Commentary, Rockcliff, 1952. (Neel va contribuir al capítol sobre música de corda)
- Neel, Boyd i J David Finch. My orchestras and other adventures: the memoirs of Boyd Neel. University of Toronto Press, Toronto, 1985. ISBN 0-8020-5674-1[27]

Enregistraments sonors

- Orquestra Boyd Neel; George Frideric Händel; Boyd Neel (1973). The water music [enregistrament sonor]. As de diamants, SDD 2191 (EAL.2296-2297).